# East Coast jazz
East Coast jazz - to określenie muzyki jazzowej, jaka pojawiła się na terenach wschodniwgo wybrzeża USA w latach pięćdziesiątych XX wieku. W przeciwieństwie do West Coast jazz charakteryzowała się większą wyrazistością. Do najbardziej znanych muzyków grających ten rodzaj muzyki należeli m.in.:
- Charlie Parker
- Duke Ellington
- Miles Davis
- Dizzy Gillespie
- Woody Herman